# Porten (Wuppertal)
Die Ortslage Porten im Wohnquartier Westring im Wuppertaler Stadtbezirk Vohwinkel geht auf eine alte Hofschaft zurück.

## Lage
Die Hofschaft befindet sich im äußersten Westen des Stadtteils in der Sohle der Vohwinkeler Senke, nördlich der ‚Vohwinkeler Straße‘.
Benachbarte Ortslagen sind: Simonshöfchen, Krutscheid, Simonshaus, Zur Linden, Schrotzberg, Ölbers, und Bremkamp.

## Geschichte
Porten, eine kleine Hofschaft, gehörte bis zu Beginn des 19. Jahrhunderts zur Oberste Honschaft Haan im bergischen Amt Solingen.
Die Hofanlage gehörte zum Kirchspiel Haan und kam 1894 nach Vohwinkel, das 1929 mit Elberfeld und Barmen zu Wuppertal vereinigt wurde.
Auf einer Karte von 1824 ist die Ortslage als ‚z. Port‘ und 1843 als ‚Pforten‘ beschriftet. Eine frühere Namensnennung als ‚zur Pforten‘, ‚Portzen‘, und ‚Portzgen‘ wird auch erwähnt. Auf den topographischen Karten (TK25) ab 1892/94 ist die Ortslage dann als ‚Porten‘ beschriftet.
Die Trasse der Bahnstrecke Düsseldorf–Elberfeld wurde in den Jahren 1838 bis 1841 von der Düsseldorf-Elberfelder Eisenbahn-Gesellschaft unmittelbar am nördlichen Rand der Ortslage gebaut. Bis ungefähr zum Ende des 19. Jahrhunderts gab es ein kleineres Stillgewässer an dieser Ortslage. Ab 1907 wurde das Gelände nach Süden erweitert und den nun ehemaligen Rangierbahnhof Vohwinkel angelegt, ein Teil der Ortslage und der Teich wurden geschleift.
Südlich, rund 500 Meter entfernt gab es Ende des 19. Jahrhunderts bis in die 1960er Jahre eine Badeanstalt, die durch den Bremkampbach gespeist wurde.
Nach dem Zweiten Weltkrieg entstand südlich von Porten und nördlich der Vohwinkeler Straße das DB-Signalwerk Wuppertal, das mit rund 500 Mitarbeitern einer der größeren Arbeitgeber des Stadtteils ist.
Es ist nicht belegt, ob historische Bausubstanz von Pforten noch erhalten ist.